# Merab Kvirikashvili
Merab Kvirikashvili (in georgiano მერაბ კვირიკაშვილი?; in russo Мераб Квирикашвили?, Merab Kvirikašvili; Tbilisi, 27 dicembre 1983) è un rugbista a 15 georgiano, utility back, al 2019 miglior realizzatore del suo Paese con 840 punti, nonché secondo per numero di presenze (115) dietro Davit Kacharava; ha inoltre preso parte a 4 edizioni consecutive della Coppa del Mondo, dal 2003 al 2015.

## Biografia
Cresciuto nei Lelo di Tbilisi, già nel 2003 esordì in nazionale e prese parte a 20 anni alla sua prima Coppa del Mondo in Australia; nel 2005 fu in Francia a Figeac, in cui rimase appena una stagione e mezzo prima di essere ingaggiato dal Pau in ProD2 a gennaio 2007 come rimpiazzo medico.
Durante il suo soggiorno nella squadra pirenaica prese parte alla sua seconda Coppa del Mondo, quella del 2007 che si tenne in Francia.
Nel 2008 colse il primo dei suoi successi con la Georgia, il campionato europeo che nel decennio successivo vinse 8 volte, oltre a partecipare alle Coppe del Mondo del 2011 in Nuova Zelanda e quella del 2015 in Inghilterra, competizione nella quale, grazie alla vittoria nell'ultima gara della fase a gironi per 17-16 sulla Namibia cui contribuì con 7 punti, la squadra guadagnò l'accesso alla Coppa del 2019 senza passare per le qualificazioni.
Dopo varie stagioni in Francia, dal 2015 gioca nuovamente in Georgia alla sua squadra originaria, nel frattempo entrata nell'orbita associativa dei londinesi Saracens; nel luglio 2016, a causa di un incidente nel tratto dell'autostrada S1 tra Kutaisi e Samtredia nel quale rimasero uccise quattro persone su due veicoli, perse sua moglie, madre dei suoi quattro figli.
Il 19 febbraio 2017 a Rustavi, in occasione dell'incontro del campionato europeo contro la Germania, Kvirikashvili divenne il primo rugbista georgiano a raggiungere le 100 presenze per il suo Paese; a tutto il 2018 assomma 115 presenze corredate da 840 punti totalizzati che a tale data ne fanno, nella relativa classifica, il secondo giocatore in attività dopo il rumeno Florin Vlaicu a 888.

## Palmarès
- Campionato europeo : 8
Georgia: 2006-08, 2008-09, 2010-11, 2011-12, 2012-13, 2013-14, 2014-15, 2017-18